# Eville Gorham
Eville Gorham FRSC (Halifax, 15 de outubro de 1925) é um químico canadense.
Gorham investigou a influência da chuva ácida na acidificação de lagos, e a importância da magnificação trófica da queda radioativa de isótopos na cadeia alimentar no hemisfério norte.